# Ortalis wagleri
Chachalaca-de-barriga-ruiva ou aracuã-de-barriga-ruiva (Ortalis wagleri) é uma espécie de ave da família Cracidae.
Apenas pode ser encontrada no seguinte país: México.
Os seus habitats naturais são: florestas secas tropicais ou subtropicais e florestas subtropicais ou tropicais húmidas de baixa altitude.